# Piazzo Basso
Piazzo Basso (Piass Bass in dialetto bergamasco) è un quartiere del comune bergamasco di San Pellegrino Terme posto sulla sponda sinistra del fiume Brembo, non lontano dal centro del paese.

## Storia
La località, frutto della divisione di Piazzo il 31 ottobre 1676, è un piccolo villaggio agricolo di antica origine.
La comunità tornò unita dopo più di un secolo su ordine di Napoleone, ma gli austriaci annullarono la decisione dopo il loro arrivo nel 1815 con il Regno Lombardo-Veneto.
Dopo l'unità d'Italia il paese crebbe da meno di trecento a più di seicento abitanti. Il comune fu unito a San Pellegrino Terme nel pieno della prima guerra mondiale. La chiesa di San Nicola conserva la pala d'altare Trinità opera cinquecentesca di Gian Paolo Lolmo.